# Лібор Немечек
Лібор Немечек (Libor Němeček; нар. 26 жовтня 1968) — колишній чехословацький тенісист.
Найвищу одиночну позицію світового рейтингу — 164 місце досяг 25 травня 1992, парну — 585 місце — 20 червня 1994 року.

## Титули на челленджерах

### Одиночний розряд: (1)
| Ранг | Рік  | Турнір              | Покриття | Суперник       | Рахунок       |
| ---- | ---- | ------------------- | -------- | -------------- | ------------- |
| 1.   | 1991 | Сан-Паулу, Бразилія | Тверде   | Бертран Мадсен | 5–7, 6–4, 6–3 |